# 東扶餘
東扶餘（前86年－22年或410年），位於扶餘的東部的图们江流域。後來被高句丽所吞并。
据《三国史记》记载，年老无继承人解夫娄在湖边的一块大石头下捡到一个看上去像青蛙的金色小孩。解夫娄给小孩取名金蛙，立为王子。解夫娄让位给金蛙王。
金蛙的长子帶素继承王位后开始攻打高句丽瑠璃王。后来，高句丽的第三任国王大武神王发兵攻东扶余并将帶素处死。东扶余出现内乱而瓦解，领地被高句丽所吸收；而帶素的三弟曷思帶同殘部退往鴨綠谷（鴨綠江上游），是為曷思王，建國後扶餘。公元285年，依慮王兵败自杀，他的儿子依羅王再帶領後扶餘往東逃往沃沮地，即今日中國吉林省的延边朝鲜族自治州。後來他們被廣開土王侵略，最後被長壽王征服。494年被勿吉驅逐，入附高句麗文咨王。另一說法是：東扶餘是依羅在晉武帝幫助下在沃沮復國的扶餘別支。是為後東扶餘。是高句麗屬國，因中叛不貢受廣開土王討伐。
据二十世纪小说《桓檀古记》记载，東扶餘是北扶餘的一个延续国。原北扶余君主解夫娄与高豆莫汗（东明帝）为王位发生争斗后，迁都到现在的朝鲜东海附近的迦叶原，建立东扶余。解夫娄是北扶余第三任君主高奚斯的儿子。解夫娄的兄弟高于娄在公元前121年成为北扶余第4任君主。公元前86年高于娄去世后无继承人，解夫娄接任北扶余王位。不过很快被高豆莫逐出北扶余。解夫娄带领其随从者东迁，86年，在迦叶原建立东扶余。建国后，解夫娄向北扶余表示了臣服。公元前48年，金蛙王继位后很快就结束了与北扶余的臣属关系，宣称自己为大王，并追加解夫娄大王称号。金蛙王后来遇到了柳花，并把她带到了宫中。柳花受到阳光照射后，生了朱蒙。金蛙王的7个儿子都很恨朱蒙。尽管金蛙王尽力保护朱蒙，朱蒙最终还是跑到卒本扶余，并建立高句丽。有人說阿蘭弗勸解夫婁去的地方是朝鮮以南咸興一帶，那裡是地宜五穀的東海之濱，正與東扶餘地理相合。（大韓疆域考·濊貊考）

## 歷任君主

### 東扶餘
- 解夫婁（；前86年－前48年）
- 金蛙（；前48年－前7年）
- 帶素（；前7年－22年）

### 後扶餘
- 曷思（；22年－65年）
- 都頭（；66年－68年）
- ？（；68年－167年）
- 夫台（；167年－204年）
- 尉仇台（；204年-?）[3]
- 简位居（；?－238年）[4]
- 麻余（；238年－247年）
- 依虑（；247年－285年）
- 依罗（；286年－?）
- 餘玄（；?－346年）
- 餘蔚（；370年－396年）他死後扶餘沒有王，只是慕容燕的鎮軍將軍。

## 扶馀國君主系表
| 尊號                                                               | 姓名               | 在位時間       |
| ------------------------------------------------------------------ | ------------------ | -------------- |
| 解夫娄王（해부루왕）                                               | 解夫娄（해부루）   | 前86年－前48年 |
| 金蛙王（금와왕）                                                   | 金蛙（금와）       | 前48年－7年    |
| 带素王（대소왕）                                                   | 带素（대소）       | 7年－22年      |
| 曷思王（갈사왕）                                                   | 曷思（갈사）       | 22年－66年     |
| 都頭王（도두왕）                                                   | 都頭（도두）       | 66年－68年     |
| （世系不明）                                                       | ？                 | 68年－167年    |
| 夫台王（부태왕）                                                   | 夫台（부태）       | 167年－204年   |
| 尉仇台王（위구태왕）                                               | 尉仇台（위구태）   | 204年－？      |
| 简位居王（간위거왕）                                               | 简位居（간위거）   | ？－238年      |
| 麻余王（마여왕）                                                   | 麻余（마여）       | 238年－247年   |
| 依虑王（의려왕）                                                   | 依虑（의려）       | 247年－285年   |
| 依罗王（의라왕）                                                   | 依罗（의라）       | 286年－？      |
| 餘玄王（여현왕）                                                   | 馀玄(徐玄)（여현） | ？－346年      |
| 餘蔚王（여울왕）                                                   | 馀蔚(徐蔚)（여울） | 370年－396年   |
| （其后不详）                                                       | ？                 | 494年灭亡      |
| 注： 1. 以上世系出自《三国史记》、《后汉书》、《三国志》、《晋书》 |                    |                |